# Carl Personne
Carl Birger Personne (ur. 11 maja 1888 w Väderstad, zm. 4 października 1976 w Sztokholmie) – szermierz, szpadzista reprezentujący Szwecję, uczestnik letnich igrzysk olimpijskich w Sztokholmie w 1912 roku.